# Ottrélith
Ottrélith ist ein selten vorkommendes Mineral aus der Mineralklasse der „Silikate und Germanate“ mit der idealisierten chemischen Zusammensetzung Mn2+Al2O(SiO4)(OH)2 und damit ein Mangan-Aluminium-Silikat mit zusätzlichen Sauerstoff- und Hydroxidionen. Strukturell gehört Ottrélith zu den Inselsilikaten (Nesosilikate).
Da bei natürlich entstandenen Ottrélithen ein Teil des Mangans durch Eisen und/oder Magnesium ersetzt (substituiert) sein kann, wird die Formel gelegentlich auch mit (Mn2+,Fe2+,Mg)Al2[O|(OH)2|SiO4] angegeben, wobei die in den runden Klammern angegebenen Elemente sich in der Formel jeweils gegenseitig vertreten können, jedoch immer im selben Mengenverhältnis zu den anderen Bestandteilen des Minerals stehen.
Ottrélith kristallisiert im monoklinen Kristallsystem und entwickelt nur selten gut ausgebildete, hexagonal-tafelige und durchscheinende Kristalle bis etwa vier Millimeter Größe. Meist findet er sich in Form unregelmäßiger Körner oder körniger Aggregate von grünlicher bis dunkelgrauer Farbe, die gelegentlich auch als Pistaziengrün beschrieben wird. Auch seine Strichfarbe ist grünlichgrau. Unverletzte Kristallflächen zeigen einen glasähnlichen Glanz. Auf Spaltflächen kann dieser allerdings fast diamantähnlich sein.

## Etymologie und Geschichte
Erstmals entdeckt wurde Ottrélith in der Umgebung von Ottré nahe der Gemeinde Vielsalm in der belgischen Provinz Luxemburg. Beschrieben wurde das Mineral erstmals 1818 durch Laurent-François Dethier und 1842 noch einmal durch Alfred Des Cloizeaux und Augustin Alexis Damour.
Benannt wurde das Mineral nach seiner Typlokalität Ottré und dem altgriechischen Wort λίθος lithos für „Stein“.
Da der Ottrélith bereits lange vor der Gründung der International Mineralogical Association (IMA) bekannt und als eigenständige Mineralart anerkannt war, wurde dies von ihrer Commission on New Minerals, Nomenclature and Classification (CNMNC) übernommen und bezeichnet den Ottrélith als sogenanntes „grandfathered“ (G) Mineral. Die ebenfalls von der IMA/CNMNC anerkannte Kurzbezeichnung (auch Mineral-Symbol) von Ottrélith lautet „Otr“.
Das Typmaterial des Minerals wird im Muséum national d’histoire naturelle (MHN) unter der Katalog-Nr. 104.479 aufbewahrt.

## Klassifikation
Bereits in der veralteten 8. Auflage der Mineralsystematik nach Strunz gehörte der Ottrélith zur Mineralklasse der „Silikate und Germanate“ und dort zur Abteilung der „Inselsilikate mit tetraederfremden Anionen (Neso-Subsilikate)“, wo er zusammen mit Chloritoid und Magnesiochloritoid die „Chloritoidgruppe“ mit der System-Nr. VIII/A’.10 bildete.
Im zuletzt 2018 überarbeiteten und aktualisierten Lapis-Mineralienverzeichnis nach Stefan Weiß, das sich aus Rücksicht auf private Sammler und institutionelle Sammlungen noch nach dieser alten Form der Systematik von Karl Hugo Strunz richtet, erhielt das Mineral die System- und Mineral-Nr. VIII/B.24-030. In der „Lapis-Systematik“ entspricht dies ebenfalls der Abteilung „Inselsilikate mit tetraederfremden Anionen“, wo Ottrélith zusammen mit Chloritoid und Magnesiochloritoid die unbenannte Gruppe VIII/B.24 bildet.
Die von der International Mineralogical Association (IMA) zuletzt 2009 aktualisierte 9. Auflage der Strunz’schen Mineralsystematik ordnet den Ottrélith ebenfalls in die Abteilung der „Inselsilikate (Nesosilikate)“ ein. Diese ist neben der möglichen Anwesenheit zusätzlicher Anionen allerdings weiter unterteilt nach der Koordination der beteiligten Kationen, so dass das Mineral entsprechend seiner Zusammensetzung in der Unterabteilung „Inselsilikate mit zusätzlichen Anionen; Kationen in [4]er-, [5]er- und/oder nur [6]er-Koordination“ zu finden ist, wo es ebenfalls zusammen mit Chloritoid und Magnesiochloritoid die „Chloritoidgruppe“ mit der System-Nr. 9.AF.85 bildet.
Auch die vorwiegend im englischen Sprachraum gebräuchliche Systematik der Minerale nach Dana ordnet den Ottrélith in die Klasse der „Silikate und Germanate“ und dort in die Abteilung der „Inselsilikate: SiO4-Gruppen und O, OH, F und H2O“ ein. Hier ist er zusammen mit Chloritoid, Magnesiochloritoid und Carboirit in der „Chloritoidgruppe“ mit der System-Nr. 52.03.03 innerhalb der Unterabteilung „Inselsilikate: SiO4-Gruppen und O, OH, F und H2O mit Kationen nur in [6]-Koordination“ zu finden.

## Kristallstruktur
Ottrélith kristallisiert monoklin in der Raumgruppe Cc (Raumgruppen-Nr. 9) oder C2/c (Nr. 15) mit den Gitterparametern a = 9,50 Å; b = 5,48 Å; c = 18,21 Å und β = 101,8° sowie 8 Formeleinheiten pro Elementarzelle.

## Bildung und Fundorte
Ottrélith bildet sich in Gängen und Hohlräumen von niedrig- bis mittelgradigen, metamorphen Gesteinen, kann aber auch aus mittelgradigen Hydrothermale Lösungen ausgefällt werden. Als Begleitminerale können unter anderem Andalusit, verschiedene Chlorite, Davreuxit, Dickit, Kaolinit, Pyrophyllit, Quarz und Rutil auftreten.
Als seltene Mineralbildung konnte Ottrélith nur an wenigen Fundorten nachgewiesen werden, wobei weltweit bisher rund 60 Fundorte dokumentiert sind (Stand 2023). Neben seiner Typlokalität Ottré trat das Mineral in Belgien noch bei Tier des Carrières und Bihain (Gemeinde Vielsalm) im Stavelot-Massiv und im Steinbruch „Sur les Roches“ bei Bastogne in der Provinz Luxemburg sowie bei Rahier (Gemeinde Stoumont) in der Provinz Lüttich auf.
In Deutschland fand sich Ottrélith bisher nur in einer metamorphen Gesteinszone bei Wippra und im Sengelbachtal bei Biesenrode in Sachsen-Anhalt sowie bei Chemnitz-Rabenstein in Sachsen.
Weitere bisher bekannte Fundorte sind unter anderem der „La Pierre Plantée“-Pass nahe Mas Aubert im französischen Département Gard, der Steinbruch Tignai in der norditalienischen Gemeinde Bussoleno; einige Fundpunkte in den Gemeinden Abitibi-Témiscamingue und Les Appalaches in der kanadischen Provinz Québec; die „La Hueca Mine“ (Sapo Negro) bei Coalcomán de Vázquez Pallares im mexikanischen Bundesstaat Michoacán; Nyberget (Gemeinde Smedjebacken) in Dalarna, die Västanå-Eisengrube bei Näsum (Gemeinde Bromölla) und Vånga (Gemeinde Kristianstad) in Skåne und Ransäter (Gemeinde Munkfors) in Värmland in Schweden sowie mehrere Orte in verschiedenen Bundesstaaten der USA.